# Дюбе, Жан
Жан Дюбе (фр. Jean Dubé; род. 3 декабря 1981, Эдмонтон, Канада) — французский пианист.
Начал выступать публично с пяти лет, в девятилетнем возрасте исполнил концерт Вольфганга Амадея Моцарта с Филармоническим оркестром Радио Франции. В десять лет окончил консерваторию Ниццы, в 14 лет — Парижскую консерваторию (ученик Жака Рувье), занимался также в мастер-классах Дмитрия Башкирова, Льва Наумова, Владимира Крайнева, Оксаны Яблонской, Лесли Хоуарда, Мюррея Перайи. Победитель ряда международных конкурсов, в том числе Международного конкурса пианистов имени Франца Листа в Утрехте (2002).
Среди записей Дюбе — альбомы фортепианной музыки Ференца Листа, Сезара Франка, Яна Сибелиуса, Жана Краса, а также тематические сборники «Токкаты» и «Во имя Баха». Концертные программы Дюбе также часто составлены по тематическому признаку. Гастрольное расписание Дюбе включало, помимо постоянных выступлений во Франции и Нидерландах, также Польшу, Венгрию, Германию, Китай, Южную Корею, Индонезию, Венесуэлу, Эквадор, Колумбию, Эфиопию, ЮАР, Намибию. Среди российских выступлений Дюбе — участие в музыкальной программе Международной конференции «Тургенев и Франция» (Москва, 2010).